# Бачалдин, Борис Николаевич
Борис Николаевич Бачалдин (1 октября 1923, Чита, РСФСР, СССР — 9 февраля 2014) — советский и российский библиотековед и журналист, Заслуженный работник культуры РСФСР (1973).

## Биография
Родился 1 октября 1923 года в Чите. В 1941 году был мобилизован в армию в связи с началом ВОВ и направлен на службу в Калининский фронт, где был ранен. После лечения в госпитале был демобилизован по состоянию здоровья. Переехал в Москву и в 1945 году поступил в Московский городской библиотечный институт, который он окончил в 1948 году, одновременно с этим окончил аспирантуру при ФБОН АН СССР. В 1969 году защитил кандидатскую диссертацию. Работал в различных крупнейших библиотеках Москвы, одновременно с этим работал в Библиотечной комиссии при Президиуме АН СССР и Министерстве культуры РСФСР. За всю свою долгую и плодотворную жизнь, он внёс огромный вклад в организацию и управление библиотечным делом.
Скончался 9 февраля 2014 года.

## Научные работы
Основные научные работы посвящены совершенствованию работы и организацию структуры академических, технических и универсальных научных областных библиотек. Автор свыше 200 научных работ и ряда книг по библиотековедению.